# FK Zenit-Izjevsk
Zenit Izhevsk (Russisch: ФК Зенит-Ижевск) is Russische voetbalclub uit de stad Izjevsk. De club heeft niets te maken met FC Izhevsk, dat in 2004 ontbonden werd en vele jaren als Zenit Izhevsk speelde. 

## Geschiedenis
De club werd opgericht in 2011 en verving FK Sojoez-Gazprom Izhevsk, dat het jaar ervoor ontbonden werd, in de tweede divisie. Na een paar seizoenen in de middenmoot eindigden ze in 2015 tweede achter KAMAZ Naberezjnye Tsjelny. Ook in 2016 werden ze vicekampioen, nu achter Neftechimik Nizjnekamsk. In 2023 verloor de club de financiële steun van de regering van Oedmoertië en moest zich terugtrekken uit de tweede divisie. 